# 니치난역
니치난역(일본어: 日南駅)은 일본 미야자키현 니치난시에 위치한 규슈 여객철도 니치난 선의 철도역이다. 단선 · 섬식의 형태를 합친 2면 3선 구조의 복합 승강장을 갖춘 지상역이다.

## 이용 현황
| 승차 인원 추이 | 승차 인원 추이 |
| 연도           | 1일 평균       |
| -------------- | -------------- |
| 2002           | 395            |
| 2003           |                |
| 2004           | 388            |
| 2005           | 364            |
| 2006           | 362            |
| 2007           | 333            |
| 2008           | 324            |
| 2009           | 282            |
| 2010           | 242            |
| 2011           | 237            |
| 2012           | 240            |

## 역 주변
- 국도 제222호선
- 니치난 시청
- 니치난 시 문화센터
- 니치난 시 보건복지센터
- 니치난 종합운동공원

## 역사
- 1941년 10월 28일 : 시부시 선 아부라쓰 - 기타고 간 개업에 의해 아가타역으로 개업.
- 1952년 1월 1일 : 니치난역으로 개칭.
- 1963년 5월 8일 : 니치난 선 미나미미야자키 - 기타고 간 개업에 의해 니치난 선으로 편입.
- 1987년 4월 1일 : 일본국유철도 분할 민영화에 의해, 규슈 여객철도가 승계.

## 인접 역
| 니치난 선                | 니치난 선   | 니치난 선            |
| ------------------------ | ----------- | -------------------- |
| 오비 미나미미야자키 방면 | ■ 니치난 선 | 아부라쓰 시부시 방면 |